# Fatty Taylor
Roland Morris "Fatty" Taylor (Washington D. C., 13 de marzo de 1946-Denver, Colorado; 7 de diciembre de 2017) fue un baloncestista estadounidense que disputó siete temporadas en la ABA y una más en la NBA. Con 1,83 metros de estatura, jugaba en la posición de base.

## Trayectoria deportiva

### Universidad
Tras pasar por el Dodge City Community College, fue transferido a los Explorers de la Universidad de La Salle.

### Profesional
Fue elegido en el puesto 167 del draft de la NBA de 1969 por Philadelphia 76ers, pero fue cortado en la pretemporada, fichando como agente libre por los Washington Caps, donde en la única temporada del equipo en la ciudad promedió 8,0 puntos y 4,5 rebotes por partido.
El equipo se convirtió a partir de la temporada siguiente en los Virginia Squires, donde jugó cuatro temporadas más, convirtiéndose en un especialista defensivo. En la temporada 72-73 logró sus mejores cifras, promediando 10,1 puntos, 4,8 asistencias y 2,7 robos de balón, logrando por vez primera el ser incluido en el mejor quinteto defensivo de la ABA, galardón que repetiría al año siguiente.
En 1975 fue traspasado a los Denver Nuggets a cambio de Darrell Elston y una primera ronda del draft. Allí jugó una temporada en la que lideró al equipo en robos de balón, con 172, acabando en tercera posición en la liga en este aspecto, con 2,3 por partido. Al año siguiente fue traspasado de vuelta a los Squires, a cambio de Chuck Williams, donde jugó la última temporada de la historia de la liga.
Mientras tanto, sus derechos en la NBA, en posesión de los Sixers, fueron traspasados a los Nuggets, que se incorporaba a la liga, a cambio de una segunda futura ronda del draft. En la que iba a ser su última temporada como profesional, y ya saliendo desde el banquillo, promedió 3,8 puntos y 3,6 asistencias.

## Estadísticas de su carrera en la NBA y la ABA

### Temporada regular
| Temporada | Edad | Equipo           | Liga  | Pos. | P   | TIT | MIN  | TC  | TCA | %TC  | 3P  | 3PA | %3P  | TL  | TLA | %TL  | R.OF. | R.DEF. | REB | ASIS | ROB | TAP | PER | FP  | PTS  |
| 1969-70   | 23   | Washington Caps  | ABA   | PG   | 83  |     | 24.0 | 2.9 | 6.3 | .467 | 0.0 | 0.1 | .167 | 2.1 | 3.2 | .674 | 2.1   | 2.4    | 4.5 | 2.4  |     |     | 1.9 | 3.4 | 8.0  |
| 1970-71   | 24   | Virginia Squires | ABA   | PG   | 84  |     | 19.4 | 2.1 | 4.7 | .458 | 0.0 | 0.3 | .182 | 2.1 | 3.0 | .684 | 1.2   | 1.9    | 3.1 | 2.7  |     |     | 1.7 | 2.7 | 6.4  |
| 1971-72   | 25   | Virginia Squires | ABA   | PG   | 84  |     | 31.8 | 3.6 | 8.1 | .450 | 0.0 | 0.2 | .067 | 2.0 | 3.1 | .636 | 2.1   | 2.8    | 5.0 | 3.8  |     |     | 2.5 | 3.6 | 9.3  |
| 1972-73   | 26   | Virginia Squires | ABA   | PG   | 78  |     | 32.7 | 4.1 | 8.7 | .465 | 0.0 | 0.1 | .429 | 1.9 | 3.2 | .605 | 1.8   | 2.3    | 4.1 | 4.8  | 2.7 |     | 3.0 | 3.4 | 10.1 |
| 1973-74   | 27   | Virginia Squires | ABA   | PG   | 80  |     | 35.2 | 3.7 | 8.9 | .412 | 0.0 | 0.2 | .158 | 2.3 | 3.2 | .723 | 1.6   | 3.2    | 4.7 | 5.2  | 2.7 | 0.2 | 3.5 | 3.4 | 9.7  |
| 1974-75   | 28   | Denver Nuggets   | ABA   | PG   | 76  |     | 26.6 | 3.3 | 7.7 | .428 | 0.1 | 0.3 | .286 | 1.7 | 2.3 | .750 | 1.1   | 1.8    | 2.9 | 4.4  | 2.3 | 0.2 | 3.3 | 3.1 | 8.4  |
| 1975-76   | 29   | Virginia Squires | ABA   | PG   | 76  |     | 32.7 | 3.2 | 7.9 | .405 | 0.1 | 0.7 | .216 | 1.6 | 2.3 | .723 | 1.5   | 2.9    | 4.5 | 5.3  | 2.7 | 0.2 | 3.3 | 2.8 | 8.2  |
| 1976-77   | 30   | Denver Nuggets   | NBA   | PG   | 79  |     | 19.6 | 1.7 | 4.0 | .420 |     |     |      | 0.5 | 0.8 | .569 | 1.1   | 1.5    | 2.7 | 3.6  | 1.7 | 0.1 |     | 2.6 | 3.8  |
| Total     |      |                  | TOTAL |      | 640 |     | 27.7 | 3.1 | 7.0 | .438 | 0.1 | 0.3 | .206 | 1.8 | 2.6 | .676 | 1.6   | 2.4    | 3.9 | 4.0  | 2.4 | 0.2 | 2.7 | 3.1 | 8.0  |
|           |      |                  | ABA   |      | 561 |     | 28.8 | 3.3 | 7.4 | .439 | 0.1 | 0.3 | .206 | 2.0 | 2.9 | .680 | 1.6   | 2.5    | 4.1 | 4.1  | 2.6 | 0.2 | 2.7 | 3.2 | 8.6  |
|           |      |                  | NBA   |      | 79  |     | 19.6 | 1.7 | 4.0 | .420 |     |     |      | 0.5 | 0.8 | .569 | 1.1   | 1.5    | 2.7 | 3.6  | 1.7 | 0.1 |     | 2.6 | 3.8  |

### Playoffs
| Temporada | Edad | Equipo           | Liga  | Pos. | P  | TIT | MIN  | TC  | TCA  | %TC  | 3P  | 3PA | %3P  | TL  | TLA | %TL  | R.OF. | R.DEF. | REB | ASIS | ROB | TAP | PER | FP  | PTS  |
| 1969-70   | 23   | Washington Caps  | ABA   | PG   | 7  |     | 18.4 | 0.7 | 1.6  | .455 | 0.0 | 0.0 |      | 0.0 | 0.0 |      |       |        | 3.1 | 2.7  |     |     | 0.9 | 2.7 | 1.4  |
| 1970-71   | 24   | Virginia Squires | ABA   | PG   | 12 |     | 17.8 | 1.4 | 3.3  | .425 | 0.0 | 0.2 | .000 | 1.6 | 2.3 | .679 | 1.5   | 1.6    | 3.1 | 2.3  |     |     | 1.5 | 3.1 | 4.4  |
| 1971-72   | 25   | Virginia Squires | ABA   | PG   | 11 |     | 34.7 | 4.3 | 9.6  | .443 | 0.1 | 0.3 | .333 | 1.8 | 2.7 | .667 |       |        | 5.2 | 4.1  |     |     | 3.5 | 3.7 | 10.5 |
| 1972-73   | 26   | Virginia Squires | ABA   | PG   | 5  |     | 33.8 | 2.6 | 7.6  | .342 | 0.2 | 0.4 | .500 | 2.8 | 3.0 | .933 | 0.8   | 3.4    | 4.2 | 2.8  |     |     | 3.6 | 3.8 | 8.2  |
| 1973-74   | 27   | Virginia Squires | ABA   | PG   | 5  |     | 33.4 | 3.2 | 10.8 | .296 | 0.2 | 1.2 | .167 | 1.2 | 2.2 | .545 | 2.4   | 2.6    | 5.0 | 5.0  | 1.6 | 0.6 | 3.4 | 2.2 | 7.8  |
| 1974-75   | 28   | Denver Nuggets   | ABA   | PG   | 13 |     | 21.2 | 2.2 | 4.9  | .453 | 0.0 | 0.1 | .000 | 1.2 | 1.5 | .789 | 1.2   | 1.7    | 2.9 | 2.8  | 2.1 | 0.2 | 1.2 | 2.8 | 5.6  |
| 1976-77   | 30   | Denver Nuggets   | NBA   | PG   | 1  |     | 1.0  | 0.0 | 0.0  |      |     |     |      | 0.0 | 0.0 |      | 0.0   | 0.0    | 0.0 | 0.0  | 0.0 | 0.0 |     | 0.0 | 0.0  |
| Total     |      |                  | TOTAL |      | 54 |     | 24.8 | 2.4 | 5.8  | .406 | 0.1 | 0.3 | .214 | 1.4 | 1.9 | .718 | 1.4   | 2.0    | 3.7 | 3.1  | 1.8 | 0.3 | 2.1 | 3.0 | 6.1  |
|           |      |                  | ABA   |      | 53 |     | 25.2 | 2.4 | 5.9  | .406 | 0.1 | 0.3 | .214 | 1.4 | 1.9 | .718 | 1.4   | 2.0    | 3.8 | 3.2  | 1.9 | 0.3 | 2.1 | 3.1 | 6.2  |
|           |      |                  | NBA   |      | 1  |     | 1.0  | 0.0 | 0.0  |      |     |     |      | 0.0 | 0.0 |      | 0.0   | 0.0    | 0.0 | 0.0  | 0.0 | 0.0 |     | 0.0 | 0.0  |